# فوج إسكس
كان فوج إسكس أحد أفواج مشاة الخط التابعين للجيش البريطاني في الفترة بين عامي 1881 و1958. شارك الفوج بشكل متميز في العديد من الحروب مثل حرب البوير الثانية والحرب العالمية الأولى والحرب العالمية الثانية. شُكِّل الفوج في عام 1881 في إطار إصلاحات تشايلدرز من خلال اندماج فوج المشاة الرابع والأربعين (إسكس الشرقية) والفوج 56 (إسكس الغربية).
دُمِج فوج إسكس مع فوج بيدفوردشاير وهيرتفوردشاير في عام 1958 لتشكيل فوج أنجليان الشرقية الثالث (الفوج السادسة عشر والرابع والأربعين). لم يدم وجود الفوج المدمج طويلًا، فاندمج فوج إسكس مرة أخرى في عام 1964 مع فوج أنجليان الشرقية الأول (رويال نورفولك وسوفولك)، وفوج أنجليان الشرقية الثاني (دوقة ملكية نكولنشاير ونورثامبتونشير التابعة لغلوستر) وفوج ليسترشير الملكي لتشكيل الفوج الملكي الأنجلياني. استمرت سلالة فوج إسكس من قبل السرية «سي» التابعة للكتيبة الأولى من الكتيبة الأنجليانية الملكية.

## تاريخ

### الأصول
شُكِّل فوج إسكس في عام 1881 من قبل اتحاد فوجي المشاة 44 (إسكس الشرقية) و56 (إسكس الغربية)، واللذان أصبحا الكتيبتين الأولى والثانية على التوالي في الفوج الجديد. كان هذا الاندماج جزءًا من إصلاحات تشايلدرز للجيش البريطاني، والتي شهدت أيضًا انضمام فوجي الميليشيا الشرقية والغربية من إسكس إلى فوج إسكس ليصبحا الكتيبتين الثالثة والرابعة.
تشكل عدد كبير من قوات متطوعي البندقية الصغيرة في المقاطعة نتيجة الخوف من الغزو في عام 1859. دُمِج المتطوعين في أربع كتائب في عام 1880، ودُمِجت هذه الكتائب في عام 1883 في الكتيبتين المتطوعتين الأولى والرابعة في فوج إسكس. شكلوا أيضًا لواء مشاة إسكس المتطوع، بموجب مخطط التعبئة الذي اقترحته مذكرة ستانهوب لعام 1888، والذي كان من المقرر أن يتجمّع في وارلي في حالة الغزو.

### الحرب الأنجلو-بويرية الثانية (1899–1902)
خدمت الكتيبتان الأولى والثانية في جنوب أفريقيا خلال حرب البوير الثانية. شارك الفوج في تحرير كيمبرلي ومعركة بارديبرج بشكل ملحوظ. ساهمت الكتائب التطوعية الأربع في سرايا الخدمات الخاصة لمساعدة الكتيبة الأولى، وحصلت أيضًا على وسام المعركة في جنوب أفريقيا 1900-1902.
نُقِلت الكتيبة الأولى إلى بنغالور بعد انتهاء الحرب في يونيو 1902 كجزء من قيادة مدراس. غادر 966 ضابطًا ورجلًا مستعمرة ناتال إلى الهند في سفينة إيونيان البخارية الفولاذية (إس إس إيونيان) في أغسطس من ذلك الوقت. عاد 570 رجلًا من الكتيبة الثانية إلى ديارهم في سفينة باينمور البخارية الفولاذية (إس إس باينمور) في أكتوبر 1902.
كانت الكتيبة الثالثة (الميليشيا)، التي تشكلت من بنادق إسكس في عام 1881، كتيبة احتياطية. تشكلت في ديسمبر 1899، وحُلَّت في أكتوبر من العام التالي، وأعيد تشكيلها لاحقًا للخدمة في جنوب أفريقيا خلال حرب البوير الثانية. عاد حوالي 550 ضابطًا ورجلًا إلى ساوثهامبتون على متن سفينة سيستريان البخارية الفولاذية (إس إس سيستريان) في أوائل أكتوبر 1902، وذلك بعد نهاية الحرب عندما تفككت الكتيبة في وارلي.

### الحرب العالمية الأولى (1914-1918)
قدم فوج إسكس 30 كتيبة مشاة للجيش البريطاني خلال الحرب العالمية الأولى. حُشِدت الكتيبة الثالثة (الاحتياطية الخاصة) (الميليشيا سابقًا) لتزويد الكتيبتين النظاميتين بالإمدادات. شكلت الكتائب الإقليمية، كتيبة الفوجين الرابع والسابع المدمجة والثامنة (مشاة الدراجات الهوائية)، جميعها كتائب الخط الثاني (وهي كتيبة الفوجين الثاني والرابع المدمجة، وكتيبة الفوجين الثاني والثامن المدمجة)، وأخيرًا الخط الثالث (كتيبة الفوجين الثالث الرابع المدمجة وكتيبة الفوجين الثالث والثامن المدمجة). شُكِّلت عند اندلاع الحرب ثلاث كتائب خدمة (التاسعة والعاشرة والحادية عشرة)، وكتيبة احتياطية واحدة (الثانية عشرة)، من متطوعين في عام 1914 كجزء من جيش كتشنر. بدأت كتيبة خدمة أخرى، وهي الكتيبة (الخدمة) الثالث عشرة (وست هام)، من قبل عمدة وبلدية ويست هام. شُكِّلت كتائب الاحتياط مع تقدم الحرب، ومن ضمنهم الكتيبتين الرابع عشرة (من سرايا المستودعات في الكتيبة الثالث عشرة)، والكتائب الخامس عشرة والسادس عشرة والسابع عشرة (من الكتائب المؤقتة)، والثامن عشرة (الخدمة المحلية)، وكتيبة الحامية الأولى والثانية.

#### معركة السوم
شاركت الكتيبة الأولى في اليوم الأول من معركة السوم في 1 يوليو 1916. اتخذت الكتيبة، التي تتألف من سرايا دبليو وإكس وواي وزيد، مواقعها في الخنادق البريطانية في الساعة 3:30 صباحًا. تلقت الكتيبة أوامر التقدم وتطهير خنادق الخط الأول الألمانية في الساعة 8:40 صباحًا. أُجِّل ذلك بسبب نيران العدو الكثيفة والازدحام في خنادق التواصل. قُضي على فوج نيوفاوندلاند، الذي كان يتقدم إلى يسار كتيبة إسكس، تمامًا أثناء تقدمه نحو الخطوط الألمانية. كانت سرايا إسكس في وضعيتها في الساعة 10:50 صباحًا، وتلقت أمرًا بالذهاب «فوق القمة». تعرضت السرايا لنيران المدفعية الثقيلة والمدافع الرشاشة بمجرد ظهورها فوق الحاجز، مما تسبب في خسائر فادحة. عجز الهجوم عن إحراز تقدم في المنطقة المحرمة. تلقت الكتيبة الأوامر من مقر اللواء 88 باستئناف الهجوم في تمام الساعة 12:30 ظهرًا، ولكن في الساعة 12:20 ظهرًا نصح قائد الكتيبة مقر اللواء بأنه من المستحيل تجديد الهجوم «بسبب الإصابات وعدم التنظيم». تلقى الناجون من الكتيبة أوامر الاحتفاظ بمواقعهم على طول خط «ماري ريدان» و«الخندق الجديد» و«شارع ريجنت».

#### نصب ثيبفال التذكاري
سُجِّل اسم 959 فردًا من فوج إسكس في نصب ثيبفال التذكاري، وذلك تخليدًا لذكرى ضباط ورجال الفوج الذين ماتوا في السوم بِلا قبر معروف.

#### جاليبولي
هبط لواء إسكس، الذي يحتوي على الكتيبة الرابعة والخامسة والسادسة والسابعة، وأصبح الآن اللواء 161 (إسكس) في الفرقة 54 (أنجليان الشرقية)، في خليج سوفلا في أغسطس 1915 في محاولة لاستئناف حملة جاليبولي المتوقفة بعد الخدمة في الدفاع المحلي. شهدت كتائب إسكس الأربع قتالًا شاقًا، ولكنها فقدت عددًا أكبر من الرجال بسبب المرض. سُحِبت الكتائب إلى مصر في ديسمبر قبل أن التخلي عن شبه جزيرة جاليبولي في النهاية.

#### الحملة السنوسية
انخرط اللواء في الحملة السنوسية بمجرد وصوله إلى مصر، حيث سار ليحل محل لواء البندقية النيوزيلندي الذي يحرس سكة حديد الساحل من الإسكندرية إلى الضبعة. أُعفيَت كتائب إسكس من هذا الواجب في 4 مارس 1916 من قبل اليومانري في مقاطعة لندن الثانية، وانتقلت إلى القسم رقم 1 (الجنوبي) من دفاعات قناة السويس. نُقِل جزء من اللواء شمالًا في أغسطس لمواجهة التوغل التركي في القناة، وكان حاضرًا في معركة رمانة، وذلك على الرغم من الاشتباك مع سرية اللواء 161 فقط.

#### حرب الاستقلال الأيرلندية (1919-1921)
تمركزت الكتيبة الأولى في كينسيل في مقاطعة كورك خلال حرب الاستقلال الأيرلندية.

### تركيا (1922)
احتفظت بريطانيا في ختام الحرب العالمية الأولى بحامية في القسطنطينية لضمان المرور الحر في الممرات البحرية بين بحر إيجة والبحر الأسود.
تزامن تفكك الإمبراطورية العثمانية وتحولها إلى الجمهورية التركية مع صعود القومية اليونانية، مما أدى إلى اندلاع الحرب اليونانية التركية. زاد رئيس الوزراء البريطاني ديفيد لويد جورج من حجم الحامية البريطانية، التي تضمنت الكتيبة الثانية من فوج إسكس. سُحِبت الحامية في عام 1923.

### فلسطين (1936-1939)
انتقلت الكتيبة الأولى من ألمانيا إلى كتريك في عام 1935 ومن ثم إلى فلسطين في عام 1936 حيث شاركت في إخماد ثورة عربية.

### الهند (1922-1935)
أمضت الكتيبة الثانية فترة 13 عامًا، منذ عام 1922 حتى عام 1935، كجزء من الحامية البريطانية في الهند. تمركزت الكتيبة الثانية خلال هذه الفترة الطويلة في أمبالا (1922-1927)، ولندي كوتال (1927-1929)، وناوشيرا (1929-1931)، وناصير آباد (1931-1933) وبومباي (1933-1935). أمضت الكتيبة الثانية عامًا إضافيًا خارجًا في السودان (1935-1936)، وذلك قبل أن تعود إلى بريطانيا ومحطة الفوج في وارلي بالقرب من برنتوود في إسكس.